# Мала Олександрівка (Бориспільський район)
Мала́ Олекса́ндрівка — село в Україні, у Бориспільському районі Київської області. Населення становить 567 осіб. Входить до складу Пристоличної сільської громади.
Мала Олександрівка — невелике село, розташоване за 6 км на північний схід від районного центру на залізничній лінії Київ — Полтава. Оточене лісом, ділянками лугу та масивами сільськогосподарських угідь, село виникло наприкінці XVIII ст. Його засновником був поміщик Вільгельм Ремерс, що назвав село іменем своєї дружини Олександри, але, на відміну від Великої Олександрівки село отримало назву Мала Олександрівка.
Є на мапі 1868 року. Поруч хутір Киселевского (нині - територія села)
1901 року - селище Броварської волості Остерського повіту Чернігівської губернії, 182 мешканця.
В 1917 році село входить до складу Української Народної Республіки.
Внаслідок поразки Перших визвольних змагань село надовго окуповане більшовицькими загарбниками.
За даними 1926 року, Мала Олександрівка належала до Броварського району, була центром сільської ради. Населення становило в той час 407 жителів.
В 1932—1933 селяни пережили радянський геноцид.
На 1935, у селі існувало два колгоспи — «ім. Шевченка» та «8 Березня».
Німецька окупація тривала два роки — з вересня 1941 до вересня 1943 року. За цей час було відправлено в Німеччину 35 жителів села.
З 24 серпня 1991 року село входить до складу незалежної України.
Село підпорядковане Пристоличній сільській раді. У селі є медпункт, клуб, бібліотека. Налічується 233 двори з 525 жителями.
Місцями концентрованої трудової діяльності є підприємства ЗАТ «Агрорегіон», ТОВ «Брапс», ТОВ «Агробудпереробка», розташовані в північній частині села.
Діти мають можливість займатися футболом у ДИТЯЧО-ЮНАЦЬКОМУ ФУТБОЛЬНОМУ КЛУБІ «ПРОМЕТЕЙ» [Архівовано 12 червня 2016 у Wayback Machine.]

## Населення

### Мова
Розподіл населення за рідною мовою за даними перепису 2001 року:
| Мова            | Кількість | Відсоток |
| --------------- | --------- | -------- |
| українська      | 536       | 94.53%   |
| російська       | 28        | 4.93%    |
| болгарська      | 1         | 0.18%    |
| вірменська      | 1         | 0.18%    |
| інші/не вказали | 1         | 0.18%    |
| Усього          | 567       | 100%     |

## Люди
В селі народилися:
- Кислий Павло Степанович (1933—2019) — академік НАН України, народний депутат ВР України 1-го скликання.
- Кислий Федір Степанович (1935—1998) — український науковець, літературознавець, прозаїк.
- Клименко Микола Васильович (1925—2018) — радянський військовик, кавалер Ордена Вітчизняної війни II ст. та Ордена Слави III ст.

## Пам'ятки

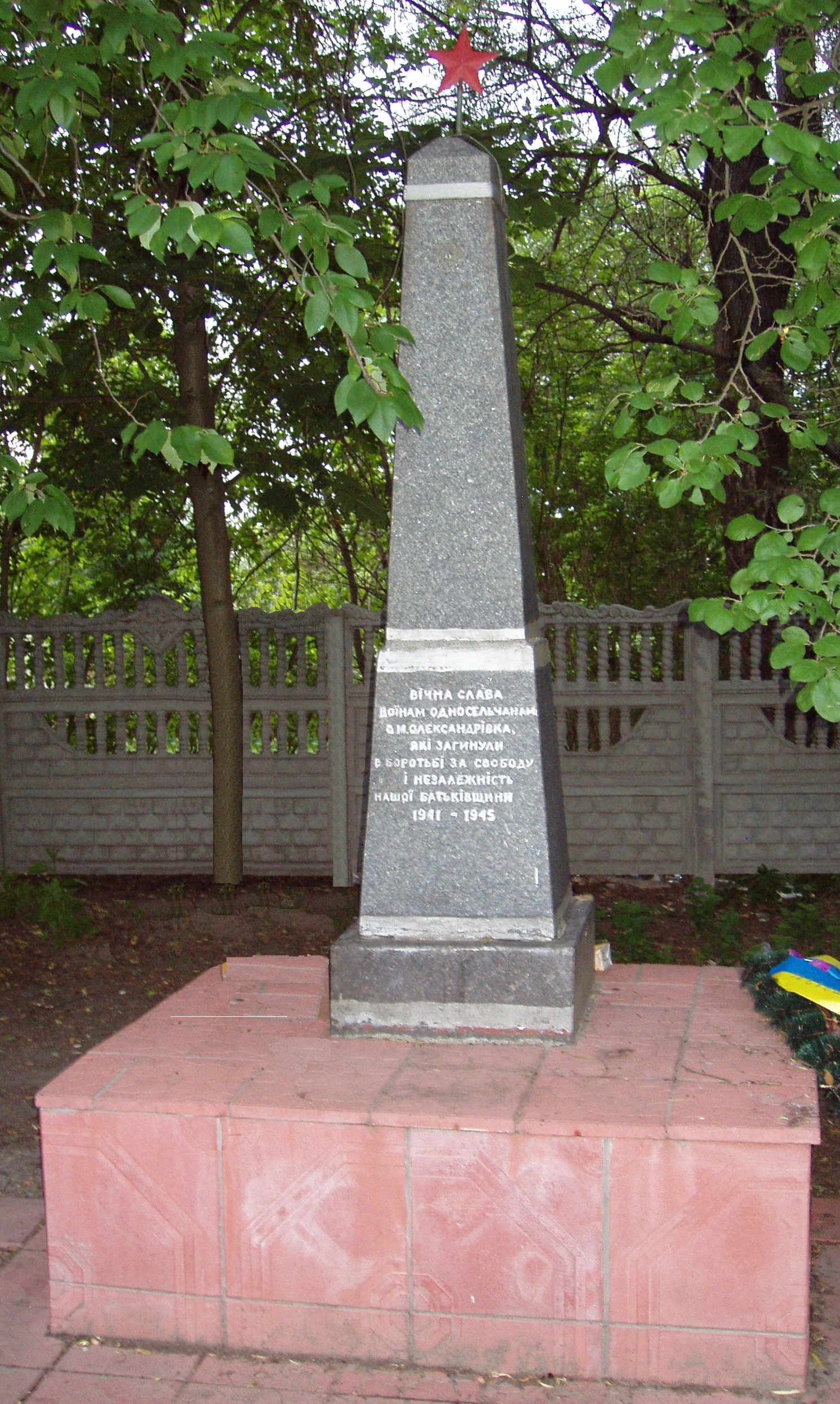
Пам'ятник воїнам-односельцям, які загинули в роки Другої світової війни

У центрі села знаходиться дерев'яна церква Святої Трійці, перенесена 1916 року із Дударкова, розбудована та переосвячена 1918 року.